# Villiers-en-Morvan
Villiers-en-Morvan település Franciaországban, Côte-d’Or megyében. Lakosainak száma 46 fő (2022. január 1.). Villiers-en-Morvan Brazey-en-Morvan, Bard-le-Régulier, Blanot, Savilly és Chissey-en-Morvan községekkel határos.

## Népesség
A település népessége az elmúlt években az alábbi módon változott:
| Lakosok száma | 80   | 51   | 36   | 43   | 45   | 46   | 47   | 48   | 49   | 46   |
|               | 1968 | 1982 | 1990 | 2006 | 2013 | 2015 | 2017 | 2019 | 2020 | 2022 |